# مدير عمليات
كبير مسؤولي التشغيل  أو ضابط العمليات الرئيسية (بالإنجليزية: Chief operating officer) أو (COO) هو مسؤول التشغيل المسؤل عن إدارة أنشطة الشركة وادارات عمليات الشغيل بها يوم بيوم. مدير عمليات التشغيل بالشركة في واحدة من أعلى المرتبات بين أعضاء لجنة أو منظمة الإدارة العليا, حيث يقوم برصد العمليات اليومية بالشركة وتقديم تقرير إلى مجلس الإدارة وكبار المديرين التنفيذيين, في العادة يقدمة الي الرئيس التنفيذي (المدير التنفيذي (CEO)). وعادة ما يكون رئيس العمليات التنفيذية أو ضابط كبير.
ينصب تركيز مسؤول التشغيل على إدارة العمليات, وهو ما يعني أنه مسؤول عن تطوير وتصميم وتشغيل, وتحسين النظم التي تهيئ وتسليم الشركة المنتجات / الخدمات. ويكون لرئيس العمليات واجبات قد تتواجد في بعض أنظمة لبعض الشركات مع نائب رئيس العمليات. وتكمن مسؤولية مسؤول التشغيل في التأكد من أن العمليات التجارية تتسم بالكفاءة والفعالية والإدارة السليمة للموارد, وتوزيع السلع والخدمات للعملاء, وتحليل نظم الطابور(والتي تعني بتحديد مدي الطلب علي سلع والخدمات) وهو ما يعني (analysis of queue systems is done).
ومسؤول التشغيل المثالي في حاجة إلى وجود مجال من المعرفة عن الأعمال والصناعة, وفهم نظريات الإدارة الحديثة (إدارة الجودة الشاملة، كايزن), وتوظيف عملية تحسين تقنيات الجودة (عملية إعادة هندسة الأعمال، حيود سداسي) وأحيانا معايير الجودة العملية إذا كان ذلك مطلوبا أو مرغوبا فيه من قبل العملاء من قبل الشركة (9001).

## مهام مدير العمليات
1. حشد الموارد المحدودة على النحو المبين من قبل المسؤول التنفيذي ومجلس الإدارة إلى الاستخدامات الأكثر إنتاجية وذلك بهدف خلق أقصى قيمة للمستفيدين من الشركة.
2. تطوير ووضع الاستراتجيات المتتالية وتحديد مهام الشركة التي تسعي لتنفيذها لتنفيذ هدفها وتوضيح كل ذلك إلى الموظفين والعمال ومن مهامة أيضًا تحدي المكافات المناسبة والمسؤول أيضًا عن تحديد التدريبات اللازمة والمناسبة للعمال والموظفين والملائمة مع أهداف الشركة
3. وضع خطة يوضح فيها أولويات العملاء, والموظفين والاحتياجات التنظيمية
4. صيانة ومراقبة الموظفين, ومستويات المعرفة والمهارات الموقف, والتوقعات, والدافع لتحقيق المتطلبات التنظيمية
5. محرك مقاييس الأداء لقياس الأداء في عملية النظر في كفاءة وفعالية النظام, وفي شكل لوحات المعلومات الملائمة لإعادة النظر في مستوى عال للمؤشرات الرئيسية.
6. تنظيم الموارد المحدودة لإستخدامات أكثر إنتاجية بهدف تحقيق أقصى استفادة لأصحاب المصلحة في الشركة.
7. تطوير إستراتيجية الشركة وتوضيحها للموظفين والعمال, وتحديد المكافآت والتدريبات اللازمة لهم.
8. وضع خطة لتنظيم احتياجات الموظفين والعمال من أجل سير العملية الإنتاجية.
9. التخطيط عن طريق تحديد أولويات العملاء, الموظفين, والمتطلبات التنظيمية.
10. مراقبة الموظفين, مستويات المعرفة, المهارات, التوقعات, والدافع لتحقيق المتطلبات التنظيمية.
11. قياس مدى فعالية النظام ومسؤل عن إعادة النظر فيه وتحديد مدى كفاءته.

## وصلات خارجية
- ما هي مهام الرئيس التنفيذي للعمليات COO؟